# Gerin (crater)

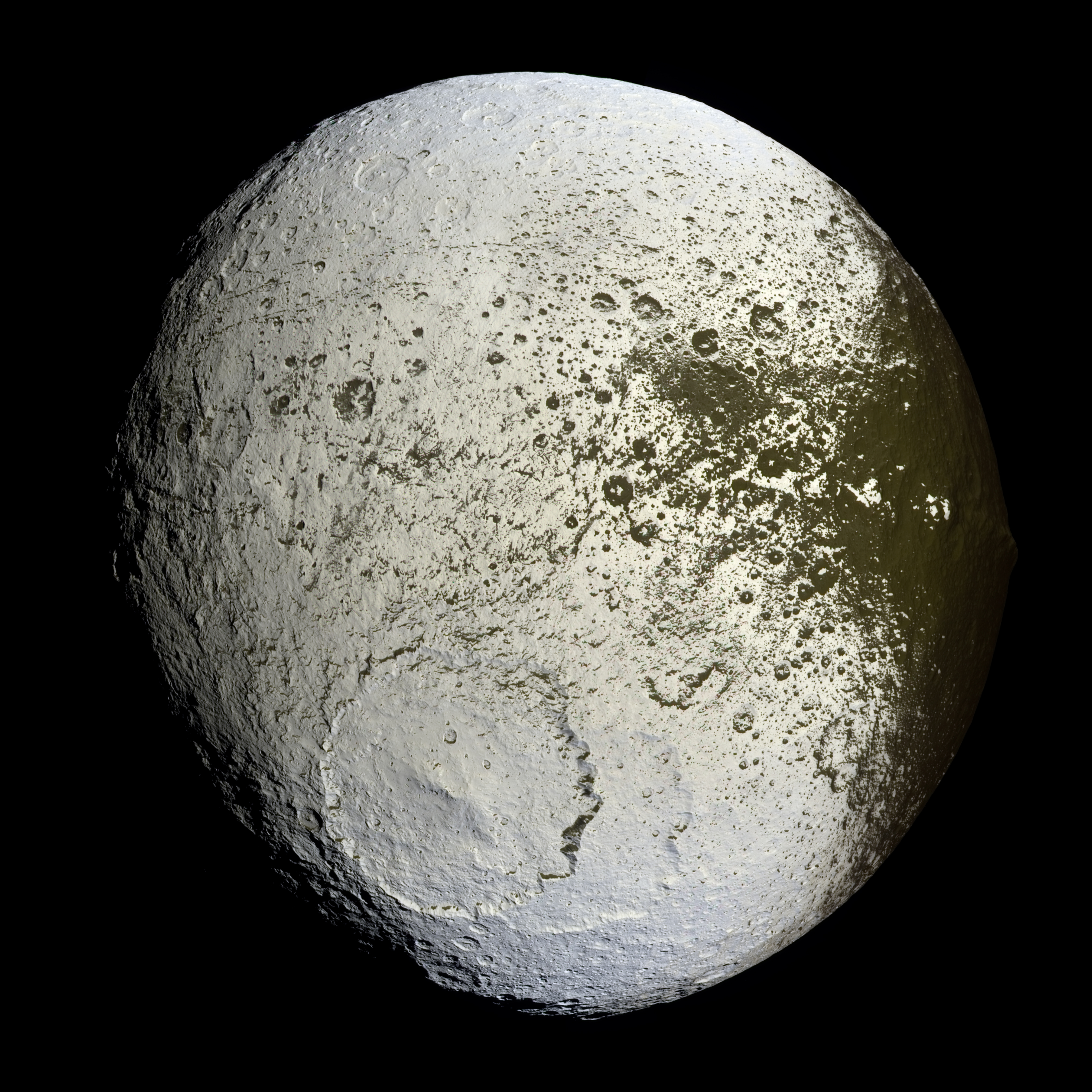
mozaic Cassini al lui Iapetus. Craterul Gerin este situat la sud-vest de craterul Engelier (stânga jos).

Gerin este un crater de 445 km pe satelitul lui Saturn Iapetus, situat pe Saragossa Terra. Este parțial ascuns de craterul mai mare, Engelier, a cărui formație a distrus aproximativ jumătate din Gerin. Gerin este situat la 45°36′S 233°00′W / 45.6°S 233°V

## Nomenclatură
Craterul Gerin este numit după unul dintre cei doisprezece colegi din epopeea franceză Cântecul lui Roland;  acest nume a fost aprobat de Uniunea Astronomică Internațională în 2008.